# Antillesoma antillarum
Antillesoma antillarum es la única especie de gusanos cacahuete (Sipuncula) del género Antillesoma. El género pertenece a la familia Phascolosomatidae.

## Descripción
En líneas generales, esta especie es muy similar a las especies del género Phascolosoma en varios aspectos de caracteres ecológicos y morfológicos. Sin embargo la característica diagnostica de esta es especie son las vellosidades digitiformes de la vesícula contráctil de Antillesoma totalmente diferentes a la de cualquier especie de Phascolosoma. Otra diferencia es la falta de ganchos en el introverso. El introverso es de longitud variable, pero a menudo aproximadamente igual a la del tronco. Numerosos tentáculos digitiforme (más de 30 en los adultos) están dispuestas alrededor del órgano nucal. Hay 4 músculos retractores, pero cada par lateral puede ser considerablemente fusionado, que aparece como si tuvieran un solo músculo a cada lado del cordón nervioso, con una bifurcación pequeña cerca del origen. La capa muscular longitudinal del tronco se divide en paquetes anastomosados, que son visibles a través de la pared del tronco en muestras pequeñas. El tronco y el introvertido están cubiertos por papilas que se concentran en las extremidades.

## Sinonimia
- Aspidosiphon mokyevskii (Murina, 1964)
- Golfingia (Thysanocardia) mokyevskii Murina, 1964
- Golfingia mokyevskii Murina, 1964
- Phascolion antillarum
- Phascolosoma (Aedematosomum) antillarum Grube, 1858
- Phascolosoma (Antillesoma) antillarum Grube, 1858
- Phascolosoma (Antillesoma) asser (Selenka & De Man, 1883)
- Phascolosoma (Antillesoma) pelmum  (Selenka & De Man, 1883)
- Phascolosoma (Antillesoma) schmidti Murina, 1975
- Phascolosoma (Rueppellisoma) gaudens (Lanchester, 1905)
- Phascolosoma (Rueppellisoma) onomichianum (Ikeda, 1904)
- Phascolosoma (Rueppellisoma) simile (Chen & Yeh, 1958)
- Phascolosoma (Rueppellisoma) weldonii (Shipley, 1892)
- Phascolosoma aethiops Baird, 1868
- Phascolosoma antillarum Grube, 1858
- Phascolosoma asser (Selenka & De Man, 1883)
- Phascolosoma fuscum Keferstein, 1862
- Phascolosoma glans (De Quatrefages, 1865)
- Phascolosoma immodestum (De Quatrefages, 1865)
- Phascolosoma nigriceps Baird, 1868
- Phascolosoma onomichianum (Ikeda, 1904)
- Phascolosoma pelma (Selenka & De Man, 1883)
- Phascolosoma pelmum (Selenka & De Man, 1883)
- Phascolosoma similis (Chen & Yeh, 1958)
- Phymosoma antillarum (Grube, 1858)
- Phymosoma asser Selenka & De Man, in Selenka, de Man & Bülow, 1883
- Phymosoma onomichianum Ikeda, 1904
- Phymosoma pelma Selenka & De Man, in Selenka, de Man & Bülow, 1883
- Physcosoma antillarum (Grube, 1858)
- Physcosoma asser (Selenka & De Man, 1883)
- Physcosoma gaudens Lanchester, 1905
- Physcosoma onomichianum (Ikeda, 1904)
- Physcosoma pelma (Selenka & De Man, 1883)
- Physcosoma similis Chen & Yeh, 1958
- Physcosoma weldonii Shipley, 1892
- Sipunculus (Aedematosomum) glans De Quatrefages, 1865
- Sipunculus (Aedematosomum) immodestus De Quatrefages, 1865

## Distribución
Esta especie se considera una especie cosmopolita muy extendida en aguas tropicales y subtropicales. Se ha reportado en el Atlántico occidental y el Caribe desde la Florida hasta Brasil, en el Atlántico oriental en Sierra Leona. Para las costas de Venezuela se ha señalado para las islas de Cubagua, el Parque nacional Archipiélago de Los Roques y Golfo de Cariaco estado Sucre.

### Consideraciones ecológicas
En su ciclo de vida esta especie sigue el patrón de desarrollo IV, el cual incluye un estadio de larva trocófora lecitotróficas y una larva pelagosphera planctotróficas que a menudo se mantiene durante varios meses en el plancton. La división es en espiral y desigual. Después de aproximadamente tres a tres y medio días y a una temperatura promedio de 25 °C ocurre la metamorfosis de las lavrvas trocófora lecitotróficas en una larva pelagosphera planctotrófica.
Antillesoma antillarum se ha encontrado habitando en concheros de moluscos en compañía y asociación con las siguientes especies de sipuncúlidos: Aspidosiphon albus,  Aspidosiphon Parvulus, Aspidosiphon fischeri, Temistes lageniformis, y Nephasoma pellucidum.